# Boston Spa
Boston Spa – wieś w Anglii, w hrabstwie ceremonialnym West Yorkshire, w dystrykcie metropolitalnym Leeds. Leży 18 km na północny wschód od centrum miasta Leeds i 279 km na północ od Londynu. W 2001 miejscowość liczyła 4006 mieszkańców.